# Basilica di San Rocco (Białystok)
La basilica di San Rocco è un luogo di culto cattolico di Białystok, in Polonia, costruito tra il 1927 e il 1946 in uno stile modernista. Il suo nome ufficiale è Chiesa - Monumento della Riacquistata Indipendenza della Polonia (Kosciol-Pomnik Odzyskania Niepodleglosci in polacco) e si trova sulla collina di San Rocco, nel punto in cui sorgeva un cimitero cattolico romano, fondato nel 1839.

## Storia
La chiesa fu costruita su iniziativa del preposto locale, reverendo Adam Abramowicz, che nell'aprile del 1926 annunciò il concorso per la progettazione di un nuovo complesso. Furono inviati settanta progetti, e vinse quello del professor Sosnowski. La chiesa è progettata come un ottaedro, con tre masse poste l'una sull'altra. Dopo la sua morte (settembre 1939, durante l'assedio tedesco di Varsavia), la costruzione venne continuata da un altro architetto, Stanislaw Bukowski. Durante l'occupazione sovietica della Polonia orientale durante la seconda guerra mondiale (settembre 1939 - giugno 1941), le autorità sovietiche progettarono di aprire un circo nell'edificio incompiuto.

## Descrizione
La chiesa ha un'imponente torre di 83 metri, modellata su quella della Cattedrale di Kamianets-Podilskyi. Nella parte superiore, c'è una statua di 3 metri di Maria. Le volte assomigliano alle volte tradizionali delle case della parte nord-orientale della Polonia. Vicino alla chiesa c'è una canonica, anch'essa progettata da Sosnowski. L'intero complesso è circondato da mura, in riferimento alla tradizione delle chiese fortificate, comuni nella Polonia orientale.